# Chiesa di Santa Maria della Concordia
La chiesa di Santa Maria del Carmine alla Concordia è una delle chiese storiche di Napoli, posta ai margini dell'omonima piazzetta.
L'edificio venne eretto nel 1556 su disegno del padre carmelitano Giuseppe Romano e subì un rifacimento nel XVIII secolo per opera dell'architetto Giovan Battista Nauclerio. Nel 1735 fu operativo Nicola Tagliacozzi Canale nella progettazione di opere di falegnameria.
Presso la porta della sacrestia vi è un dipinto raffigurante la San Girolamo con San Michele, attribuita a Giovanni Bernardino Azzolino. A sinistra dell'ingresso c'è la tomba di Gaspare Benemerino, figlio dell'africano re di Fès, deceduto nel 1641, il quale, come è ricordato nella lapide, si era convertito, rinunciando al trono paterno, per militare nelle file di Filippo III di Spagna. Nelle cappelle laterali sono collocate opere d'arte di discreto interesse, tra le quali vanno segnalate delle tele realizzate da Andrea Miglionico, da Paolo De Matteis (I Santi Alberto, Angelo martire e Nicola e la Madonna del Carmelo in sacrestia) e dalla bottega di quest'ultimo.
Di notevole interesse architettonico è la facciata del Settecento, realizzata su un alto basamento di piperno a sua volta sovrastato da due coppie di lesene composite; su queste ultime termina un articolato sistema decorativo a volute. Essa ha beneficiato di un radicale restauro in anni recenti dopo un incendio avvenuto durante una celebrazione liturgica.